# Die verwunschene Prinzessin
Die verwunschene Prinzessin è un film muto del 1919 prodotto e diretto da Erik Lund, che ha come protagonista la giovane moglie del regista, l'attrice Eva May.

## Produzione
Il film fu prodotto dalla Ring-Film GmbH (Berlin).

## Distribuzione
Con il visto di censura B.42934 che ha la data del marzo 1919, il film fu distribuito nelle sale tedesche dopo essere stato presentato in prima a Berlino.